# Bisto Book of the Year Award
Die Bisto Book of the Year Awards sind die wichtigsten jährlichen irischen Preise für Kinder- und Jugendbücher, ab 2012 bekannt als CBI Book of the Year Awards und seit 2021 als KPMG Children’s Books Ireland Awards.
Es wurden ursprünglich folgende drei Preise vergeben:
- Buch des Jahres (10.000 Euro)
- Eilís Dillon Award (3000 Euro)
- Merit Awards (drei Preisträger bekommen insgesamt 6000 Euro);

später hat sich die Anzahl der Preiskategorien erhöht.

## Preisträger
Buch des Jahres
| Jahr | Titel                                                    | Autor                                  |
| 1991 | The Island of Ghosts                                     | Eilís Dillon                           |
| 1992 | The Summer of Lily and Esme                              | John Quinn                             |
| 1993 | The Blue Horse                                           | Marita Conlon-McKenna                  |
| 1994 | When Stars Stop Spinning                                 | Jane Mitchell                          |
| 1995 | Blaeberry Sunday                                         | Elizabeth O’Hara                       |
| 1996 | The Christmas Miracle of Jonathan Toomey                 | P.J. Lynch                             |
| 1997 | Sisters ... No Way!                                      | Siobhán Parkinson                      |
| 1998 | Dream Invader                                            | Gerard Whelan                          |
| 1999 | Tales of Wisdom and Wonder                               | Niamh Sharkey                          |
| 2000 | Faraway Home                                             | Marilyn Taylor                         |
| 2001 | Izzy and Skunk                                           | Marie-Louise Fitzpatrick               |
| 2002 | The Beguilers                                            | Kate Thompson                          |
| 2003 | You, Me and the Big Blue Sea The Alchemist's Apprentice  | Marie-Louise Fitzpatrick Kate Thompson |
| 2004 | Wings Over Delft                                         | Aubrey Flegg                           |
| 2005 | Annan Water                                              | Kate Thompson                          |
| 2006 | Zwischen den Zeiten                                      | Kate Thompson                          |
| 2007 | Der Junge im gestreiften Pyjama                          | John Boyne                             |
| 2008 | The London Eye Mystery                                   | Siobhan Dowd (postum)                  |
| 2009 | Bog Child                                                | Siobhan Dowd                           |
| 2010 | There                                                    | Marie-Louise Fitzpatrick               |
| 2011 | A Bit Lost                                               | Chris Haughton                         |
| 2012 | Into the Grey                                            | Celine Kiernan                         |
| 2013 | Grounded                                                 | Sheena Wilkinson                       |
| 2014 | Hagwitch                                                 | Marie-Louise Fitzpatrick               |
| 2015 | Once Upon an Alphabet: Short Stories for All the Letters | Oliver Jeffers                         |
| 2016 | One                                                      | Sarah Crossan                          |
| 2017 | Goodnight Everyone                                       | Chris Haughton                         |
| 2018 | Tangleweed and Brine                                     | Deirdre Sullivan und Karen Vaughan     |
| 2019 | Flying Tips for Flightless Birds                         | Kelly McCaughrain                      |

Merit Awards/Honour Awards 
| Jahr | Titel | Autor |
| 1994 | The Chieftain's Daughter The Hiring Fair The Pony Express                                                                  | Sam McBratney Elizabeth O’Hara Máirín Johnston                                                                               |
| 1995 | Goodbye Summer, Goodbye Catkin Ecstasy agus Scéalta Eile                                                                   | Rose Doyle P.J. Lynch Ré Ó Laighléis                                                                                         |
| 1996 | Hannah or Pink Balloons Sceoin sa Bhoireann Lockie and Dadge                                                               | Mary Beckett Ré Ó Laighléis Frank Murphy                                                                                     |
| 1997 | An Eala Dubh The Lantern Moon The Guns of Easter                                                                           | Cliodhna Cussen & Cormac Ó Snodaigh Maeve Friel Gerard Whelan                                                                |
| 1998 | The Hungry Wind When Jessie Came Across the Sea Four Kids, Three Cats, Two Cows, One Witch (maybe)                         | Soinbhe Lally P.J. Lynch Siobhán Parkinson                                                                                   |
| 1999 | The Long March The Moon King An Rógaire agus a Scáil                                                                       | Marie-Louise Fitzpatrick Siobhán Parkinson Gabriel Rosenstock                                                                |
| 2000 | Siúloid Bhreá Fierce Milly Silent Stones                                                                                   | Mary Arrigan Marilyn McLaughlin Mark O’Sullivan                                                                              |
| 2001 | The Wish List Dirt Tracks The Orchard Book of Ghostly Stories                                                              | Eoin Colfer Martina Murphy Martin Waddell                                                                                    |
| 2002 | Artemis Fowl Caught on a Train An Sclábhaí                                                                                 | Eoin Colfer Carlo Gébler Colmán Ó Raghallaigh                                                                                |
| 2003 | Fox An Tóraíocht War Children                                                                                              | Matthew Sweeney & Colmán Ó Raghallaigh The Cartoon Saloon (Illustratoren) Gerard Whelan                                      |
| 2004 | Origins You Can Do It Sam The Ravenous Beast                                                                               | Kate Thompson Anita Jeram Niamh Sharkey                                                                                      |
| 2005 | Something Beginning with P How to Catch a Star The Gods and their Machines                                                 | Corrina Askin, Alan Clarke & Emma Byrne Oliver Jeffers Oisín McGann                                                          |
| 2006 | Lost and Found A Horse Called El Dorado Penny the Pencil                                                                   | Oliver Jeffers Kevin Kiely Eileen O’Hely                                                                                     |
| 2007 | The Incredible Book Eating Boy Hurlamaboc Something Invisible                                                              | Oliver Jeffers Éilís Ní Dhuibhne Siobhán Parkinson                                                                           |
| 2008 | The Way Back Home The Black Book of Secrets Wilderness                                                                     | Oliver Jeffers F. E. Higgins Roddy Doyle                                                                                     |
| 2009 | The Great Paper Caper Creature of the Night                                                                                | Oliver Jeffers Kate Thompson                                                                                                 |
| 2010 | Solace of the Road There Chalkline                                                                                         | Siobhan Dowd Marie-Louise Fitzpatrick Jane Mitchell                                                                          |
| 2011 | The Heart and the Bottle Mac Rí Éireann Taking Flight                                                                      | Oliver Jeffers Andrew Whitson Sheena Wilkinson                                                                               |
| 2012 | Stuck The Butterfly Heart Maitríóisce                                                                                      | Oliver Jeffers Paula Leyden Siobhán Parkinson                                                                                |
| 2013 | This Moose Belongs to Me Dark Warning Hóng                                                                                 | Oliver Jeffers Marie-Louise Fitzpatrick Anna Heussaff                                                                        |
| 2014 | The Mysterious Traveller The Sleeping Baobab Tree The Day the Crayons Quit                                                 | P. J. Lynch Paula Leyden Oliver Jeffers                                                                                      |
| 2015 | Shh! We Have a Plan Daideo Haiku más é do thoil é!                                                                         | Chris Haughton Áine Ní Ghlinn Gabriel Rosenstock und Brian Fitzgerald                                                        |
| 2016 | Gulliver Asking For It Irelandopedia                                                                                       | Lauren O’Neill Louise O’Neill Fatti Burke und John Burke                                                                     |
| 2017 | Goodnight Everyone Needlework Bliain na nAmhrán                                                                            | Chris Haughton Deirdre Sullivan Tadhg Mac Dhonnagáin, Jennifer Farley, Brian Fitzpatrick, Tarsila Krüse, Christina O’Donovan |
| 2018 | Chocolate Cake Star by Star Illegal                                                                                        | Kevin Waldron Sheena Wilkinson Eoin Colfer                                                                                   |
| 2019 | Dr Hibernica Finch’s Compelling Compendium of Irish Animals The Weight of a Thousand Feathers The Great Irish Weather Book | Aga Grandowicz Brian Conaghan Joanna Donnelly und Fuchsia MacAree                                                            |

Eilís Dillon Award
| Jahr | Titel                                                  | Autor                      |
| 1995 | Melody for Nora                                        | Mark O’Sullivan            |
| 1996 | Lockie and Dadge                                       | Frank Murphy               |
| 1997 | The Guns of Easter                                     | Gerard Whelan              |
| 1998 | It's a Jungle Out There                                | Ed Miliano                 |
| 1999 | Dea-Scéala                                             | Caitríona Hastings         |
| 2002 | Adam's Starling                                        | Gillian Perdue             |
| 2003 | Gyrfalcon                                              | Grace Wells                |
| 2000 | Fierce Milly                                           | Marilyn McLaughlin         |
| 2001 | The Lost Orchard                                       | Patrick Deeley             |
| 2004 | Amach                                                  | Alan Titley                |
| 2005 | An Bhó Riabhach                                        | Siobhán Ní Shíthigh        |
| 2006 | Snake's Elbow                                          | Deirdre Madden             |
| 2007 | Ein reiner Schrei                                      | Siobhan Dowd               |
| 2008 | The Thing with Finn                                    | Tom Kelley                 |
| 2009 | Anila's Journey                                        | Mary Finn                  |
| 2010 | The Third Pig Detective Agency                         | Bob Burke                  |
| 2011 | A Bit Lost                                             | Chris Haughton             |
| 2012 | The Butterfly Heart                                    | Paula Leyden               |
| 2013 | The Weight of Water                                    | Sarah Crossan              |
| 2014 | nicht vergeben                                         | nicht vergeben             |
| 2015 | Only Ever Yours                                        | Louise O’Neill             |
| 2016 | Irelandopedia                                          | Fatti Burke und John Burke |
| 2017 | The Ministry of Strange, Unusual and Impossible Things | Paul Gamble                |
| 2018 | The Space Between                                      | Meg Grehan                 |
| 2019 | Flying Tips for Flightless Birds                       | Kelly McCaughrain          |